# Order Żółtego Smoka
Order Żółtego Smoka (chiń. upr. 黄龙奖章; chiń. trad. 黃龍獎章; pinyin Huánglóng jiǎngzhāng) – jednoklasowy chiński order istniejący w końcowym okresie rządów dynastii Qing.
Ustanowiony wraz z kilkoma innymi orderami 20 marca 1911 przez sprawującego regencję Zaifenga, księcia Chun, w imieniu małoletniego cesarza Puyi. Nadawany wyłącznie książętom krwi i innym członkom domu panującego.